# Rainer Hertel
Rainer Hertel (* 24. Februar 1937 in Hof) ist ein deutscher Molekularbiologe und emeritierter Professor der Fakultät für Biologie der Albert-Ludwigs-Universität Freiburg.

## Leben und Werk
Hertel studierte als Stipendiat der Stiftung Maximilianeum Biologie und Chemie an der Universität München. Von 1960 bis 1962 arbeitete er als "research assistant" an der Purdue University in West Lafayette, wo er über den Auxintransport arbeitete. 
1963 wurde Hertel mit einer Arbeit zu diesem Thema an der Universität München promoviert. Von 1963 bis 1966 forschte er als DFG-Forschungsstipendiat an der Universität Köln über die Rekombination bei Bakteriophagen. Danach war er bis 1967 Assistant Professor, ab 1968 Associate Professor an der Michigan State University, wo er über Auxin und Geotropismus arbeitete. Zudem forschte er als Senior Research Fellow im Plant Biology Department des Carnegie Instituts an der Stanford University und als Distinguished Visiting Professor an der Ohio State University in Columbus.
1969 erhielt Hertel einen Ruf auf den Lehrstuhl für Molekularbiologie am Institut Biologie III der Universität Freiburg. Hertels Hauptforschungsgebiete sind Auxinbindung und -transport, Pflanzenmembrane, Entwicklungs- und Sinnesphysiologie, Evolutionsbiologie sowie Wissenschaftstheorie und Wissenschaftsphilosophie.
Hertel war mehrfach Direktor des Instituts Biologie III sowie von 1992 bis 1993 Dekan der Fakultät für Biologie. Er wurde im Jahr 2000 emeritiert.

## Ehrungen
- 1989: Corresponding Member der American Society of Plant Physiologists